# Schloss Westhusen

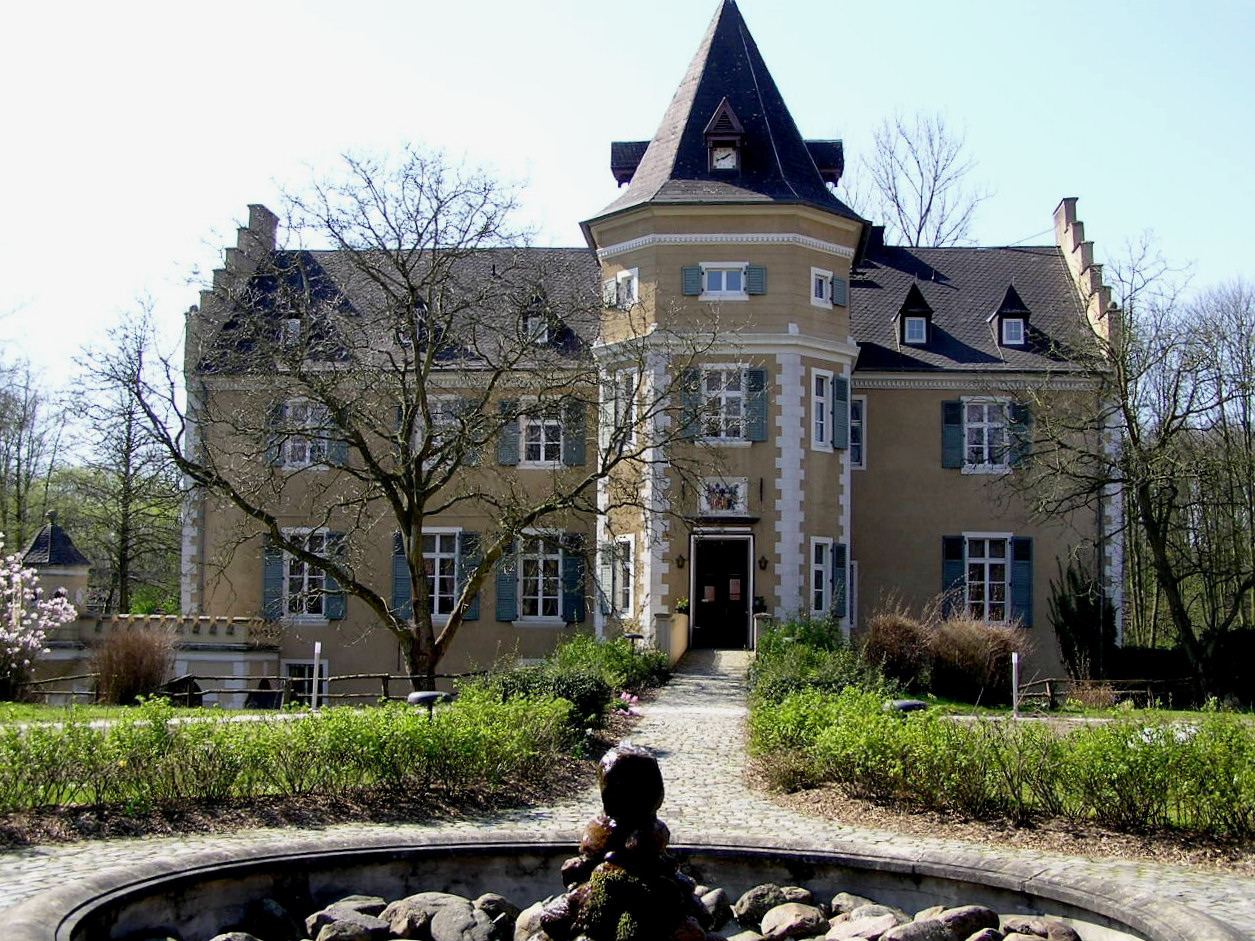
Eingangsfront des Herrenhauses

Das Schloss Westhusen, auch Haus Westhusen genannt, ist ein Wasserschloss im Dortmunder Stadtteil Westerfilde.
Es wurde in der ersten Hälfte des 14. Jahrhunderts von Gerlach Specke (auch Speke geschrieben), einem Mitglied der Familie von Bodelschwingh errichtet, kam dann durch Heirat erst an die Familie von Vittinghoff und schließlich an die von Sydow, die dem Herrenhaus des Schlosses durch einen Umbau im 19. Jahrhundert sein heutiges Aussehen gaben. Seit den 1980er Jahren dient die Anlage als Seniorenresidenz und ist nur eingeschränkt zu besichtigen.
Während das Schlossgebäude als Baudenkmal in die Denkmalliste der Stadt Dortmund eingetragen ist, steht das komplette Schlossareal als Bodendenkmal unter Denkmalschutz.

## Geschichte
Bei einer Erbteilung unter den beiden Brüdern Ernst und Gyselbert Specke zu Bodelschwingh im Jahr 1311 fiel der Grundbesitz des späteren Hauses Westhusen Gyselbert zu. Dessen Sohn Gerlach errichtete dort 1332 das Haus Westhusen und nannte sich nachfolgend nach seinem neuen Besitz „Specke zu Westhusen“. Er stiftete 1361 eine zum Haus gehörige Kapelle, die jedoch außerhalb des damaligen Burggeländes stand. Gerlachs Sohn Heinrich erscheint in Urkunden nur noch als „von Westhusen“. Er musste miterleben, wie die Anlage während der Großen Dortmunder Fehde 1388 zerstört wurde, doch die Besitzer ließen das Haus Westhusen wieder aufbauen.
1469 gelangte der Besitz durch Heirat der Erbtochter Cattin von Westhusen an deren Ehemann Wilhelm von Vittinghoff, genannt Nortker(c)ke, dessen Familie bis in das 17. Jahrhundert Besitzerin blieb. Nach Zerstörung im Dreißigjährigen Krieg kam das Schloss 1620 per Erbgang an den Ehemann der Arnolde von Thulen (auch Arnolda von Thülen), die im Jahr 1600 Ludolph Lutter von Hoete zu Bögge geheiratet hatte. Sie war durch Familienvertrag von ihrem Onkel, dem letzten männlichen Familienmitglied der auf Westhusen lebenden Vittinghoffs, nach seiner kinderlosen Ehe als Erbin eingesetzt worden. Das Paar ließ den Besitz noch im gleichen Jahr repräsentativ erneuern.
Die Familie von Hoete besaß Westhusen bis 1743. Als sie im Mannesstamm ausstarb, brachte die Adoptivtochter Johann Ludwigs von Hoete, Sophie von Geuder genannt Rabensteiner, das Gut bei ihrer Heirat an den aus einem brandenburgischen Geschlecht stammenden Friedrich Wilhelm von Sydow. Er ließ das Herrenhaus 1750 grundlegend umbauen. Seine Familie errichtete in der Zeit von 1853 bis 1856 die Wirtschaftsgebäude des Anwesens und ließ das Herrenhaus gemäß dem Zeitgeschmack im Stil der Neugotik von 1886 bis 1888 umgestalten. Schon 1809 war die Burgkapelle abgerissen worden. Eine Urflurkarte zeigt sie als einen rechteckigen Bau von etwa fünf bis sechs Meter Breite und acht bis zehn Meter Länge.
Conrad von Sydow verkaufte das Gut 1913 an die Gelsenkirchener Bergwerks-AG (GBAG) und verlegte seinen Wohnsitz nach Zemlin im pommerschen Kreis Cammin. Die GBAG ließ die vom Nettebach gespeiste Gräfte des Schlosses trockenlegen.
Zwischen 1974 und 1979 erfolgte eine Restaurierung der Schlossgebäude. In den 80er Jahren befand sich auf dem Gelände eine Behindertenwerkstatt. Ende der 1980er wurde die Anlage ein letztes Mal umgebaut und wird seit Sommer 1992 als Seniorenresidenz genutzt. Im Zuge der Arbeiten wurde der südliche Teil der Vorburggebäude niedergelegt und durch einen Neubau ersetzt.

## Beschreibung

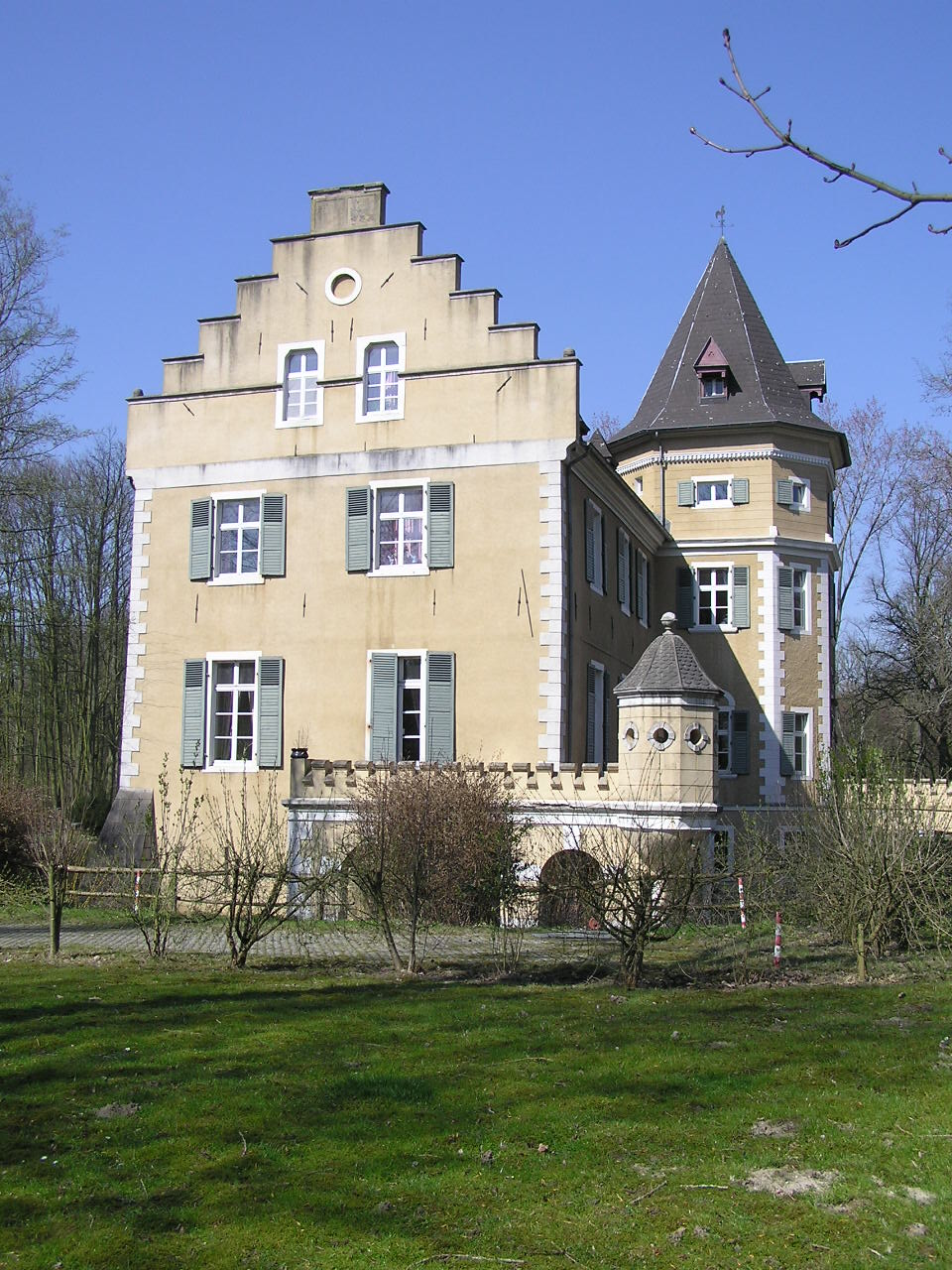
Stufengiebel an der Südseite des Herrenhauses

Schloss Westhusen besteht aus einem schlichten Herrenhaus und zwei östlich davon gelegenen, langgestreckten Bauten, die ehemals zu Wirtschaftszwecken dienten. Sie stehen parallel zueinander und besitzen keine Verbindung zum Haupthaus. In ihnen sind heute Seniorenwohnungen untergebracht.
Das zweigeschossige Herrenhaus aus Bruchsteinen ruht auf einem Pfahlrost aus 350 Eichenholzpfählen. Seine zwei Geschosse besitzen einen gelben Anstrich und sind von einem Satteldach abgeschlossen. Seine hellen Eckquaderungen und Fenstergewände heben sich ebenso deutlich vom Anstrich der Außenmauern ab wie die grünen Fensterläden. Nord- und Südseite des Hauses besitzen Stufengiebel mit kleinen Giebelfenstern und (blinden) Ochsenaugen.
Aus der Mitte der östlichen Fassade ragt ein polygonaler Turm mit abgeknicktem Helm hervor, der um ein Mezzaningeschoss höher ist als das restliche Gebäude. Er stammt aus der Zeit der 1880er Jahre. Eine Brücke führt zum Portal in seinem Erdgeschoss, über dem sich die Wappen der Familien von Sydow und von Plettenberg finden. Die Südost-Ecke des Herrenhauses ist von einer kleinen Terrasse bestimmt, die von einer niedrigen Mauer mit Dachzinnen umschlossen ist und an der südöstlichen Ecke ein kleines polygonales Scharwachttürmchen besitzt.